# Frescada
Frescada is een plaats (frazione) in de Italiaanse gemeente Preganziol.